# Micropsectra chlorophila
Micropsectra chlorophila är en tvåvingeart som först beskrevs av Jean-Jacques Kieffer 1922.  Micropsectra chlorophila ingår i släktet Micropsectra och familjen fjädermyggor.
Artens utbredningsområde är Frankrike. Inga underarter finns listade i Catalogue of Life.